# 6639 Marchis
6639 Marchis هو كويكب، يقع ضمن حزام الكويكبات. اكتشف في 25 سبتمبر 1989.

## روابط خارجية
- 6639 Marchis في قاعدة بيانات مختبر الدفع النفاث لأجرام النظام الشمسي الصغيرة

- الاكتشاف · مخطط المدار ·  العناصر المدارية · المعلمات المادية

- 6639 Marchis على موقع ويكي سكاي: DSS2, SDSS, GALEX, IRAS, Hydrogen α, X-Ray, Astrophoto, Sky Map, Articles and images